# Летний сад (Кронштадт)
Летний сад — памятник архитектуры и истории XVIII—XIX веков. Создан Петром I, перестроен в первой половине XIX века И. И. Шарлеманем. Расположен в историческом центре Кронштадта, на Петровской улице. Рядом находится Макаровский мост через овраг Петровского дока, а за мостом — Якорная площадь.
Сад ограничен с одной стороны оврагом Петровского дока, с другой — Красной улицей, главные ворота выходят на Петровскую улицу. Рядом расположен бассейн, а чуть дальше замыкается кольцо Обводного канала.

## История

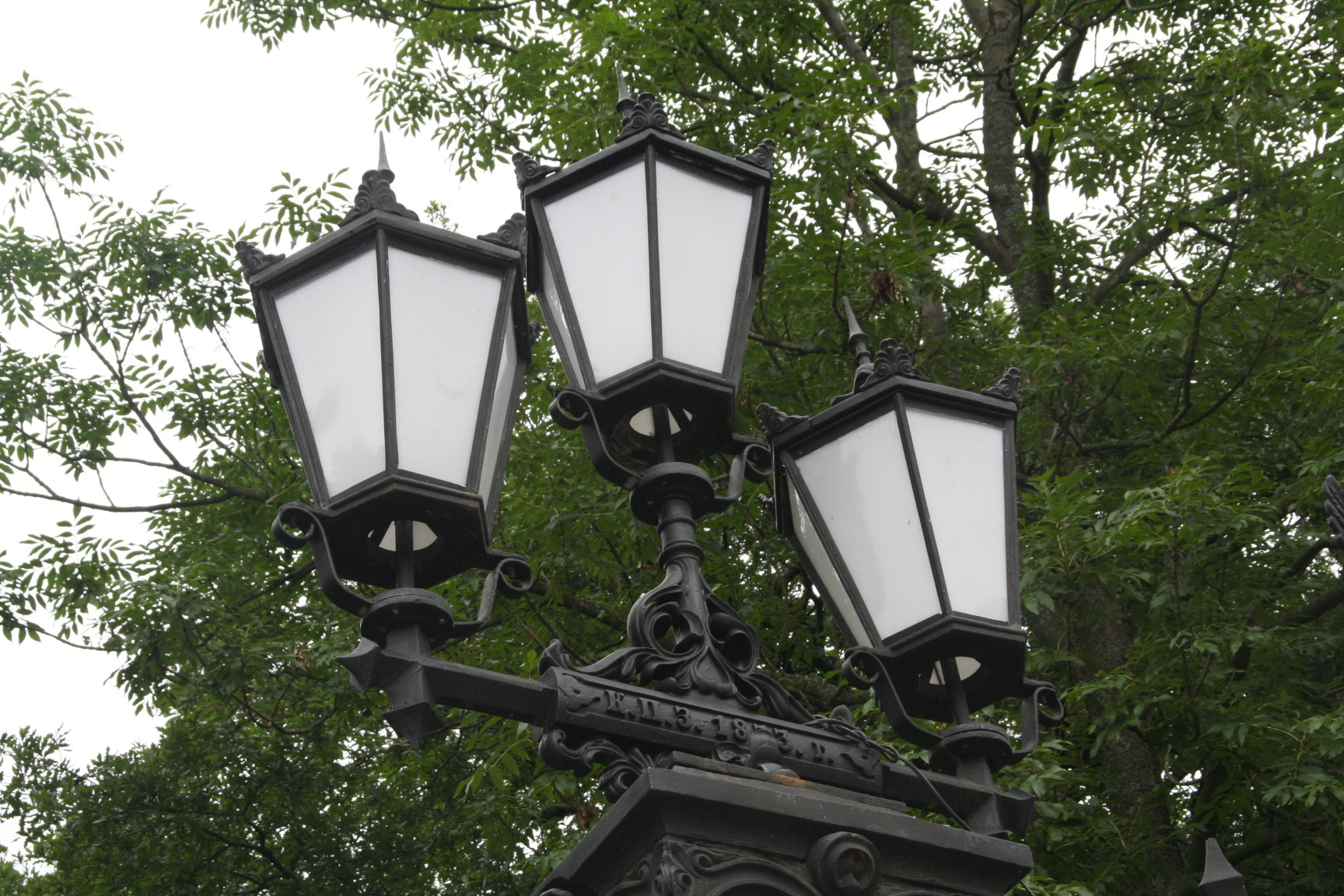
Фонари ограды Летнего сада

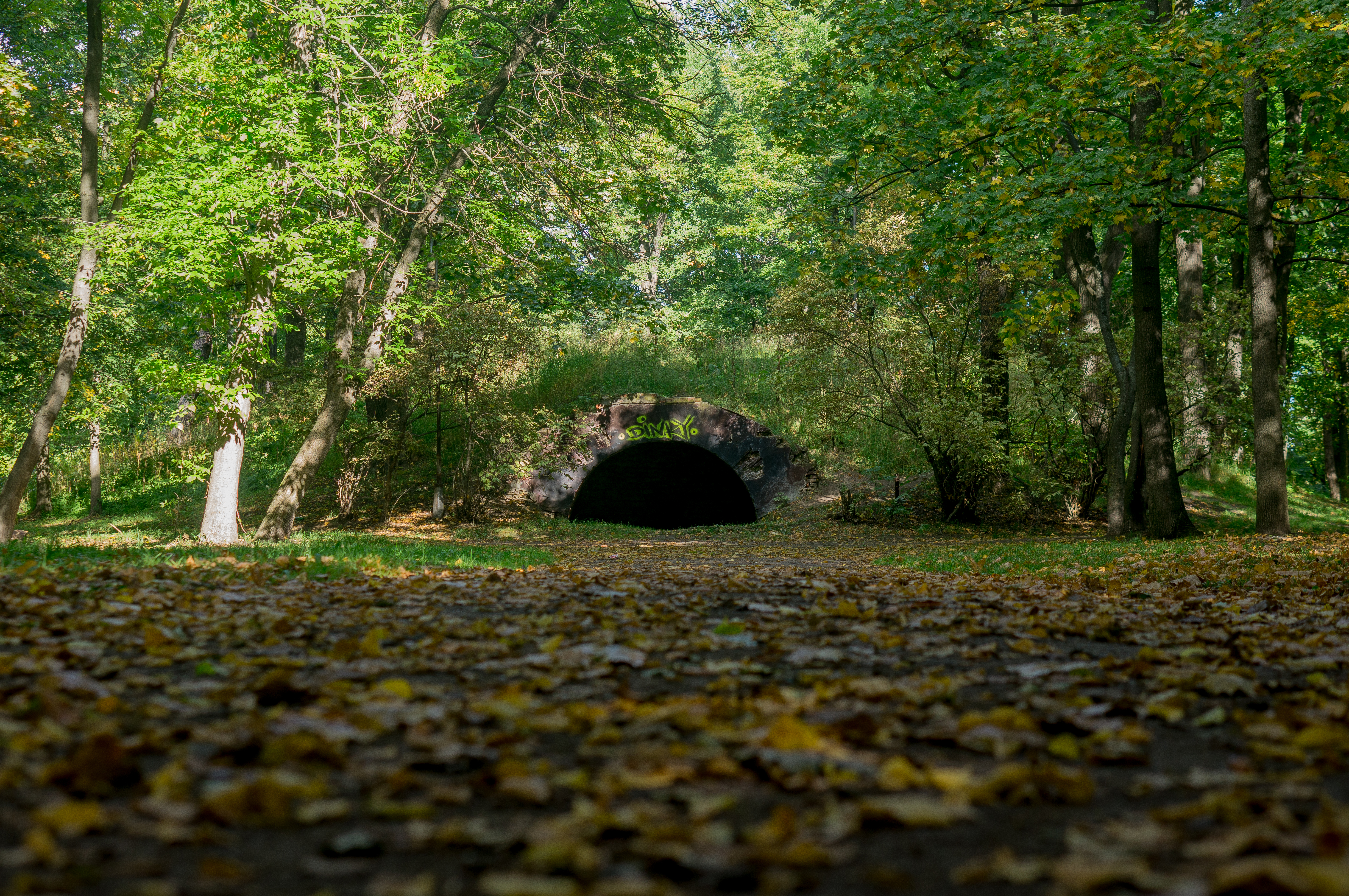
Грот в саду

Главная аллея сада — это всё, что осталось от первой улицы Кронштадта — Петровской першпективы (1711 год). На этой улице был расположен домик Петра I, а вокруг него — цветник и аллея из лип, выписанных из Амстердама — с этого начинался Летний сад. Домик постепенно пришёл в негодность, и через 100 лет перестал существовать.
По обе стороны улицы были дома ближайших сподвижников царя, но при перестройке сада всё здешнее имущество было выкуплено у потомков и снесено.
Сад был создан в 1807 году и был известен как Казенный общественный сад, современное название было дано в конце XIX века. Изначально сад был регулярным, позднее стал пейзажным.
В 1828 году начались работы под руководством И. И. Шарлеманя.
С основания сад был огорожен со стороны Петровской улице регулярно подновлявшимся деревянным забором. В 1873 году была поставлена чугунная ограда сложного рисунка на каменном цоколе, изготовленная по рисунку В. В. Виндельбандта Пароходным заводом.
Сад открыт после реконструкции 21 декабря 2018 года.

## Памятники

### Памятник мичману Домашенко

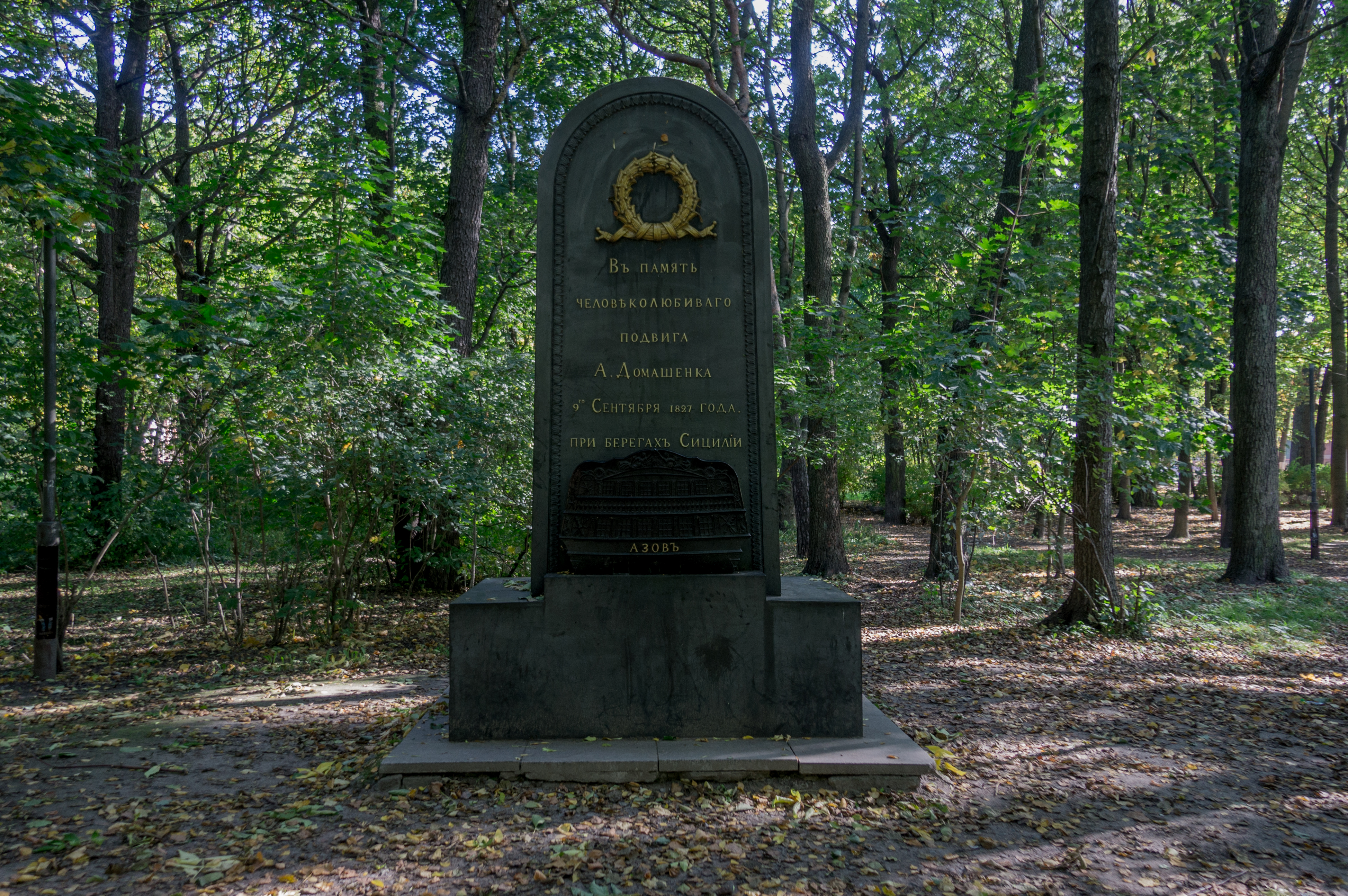
Памятник мичману Домашенко

Памятник посвящён подвигу мичмана А. А. Домашенко, бросившегося с кормы для спасения погибающего в волнах матроса. Авторы и инициаторы создания памятника адмирал М. П. Лазарев и лейтенант П. С. Нахимов. В Кронштадте это первый памятник, который был создан методом народной стройки и установлен на средства, собранные моряками «Азова» и офицерами эскадры. Этот корабль первым из русских кораблей был награждён Георгиевским кормовым флагом за боевые отличия в Наваринском сражении в 1827 году. Памятник открыт в январе 1829 года.

### Памятник клиперу «Опричник»

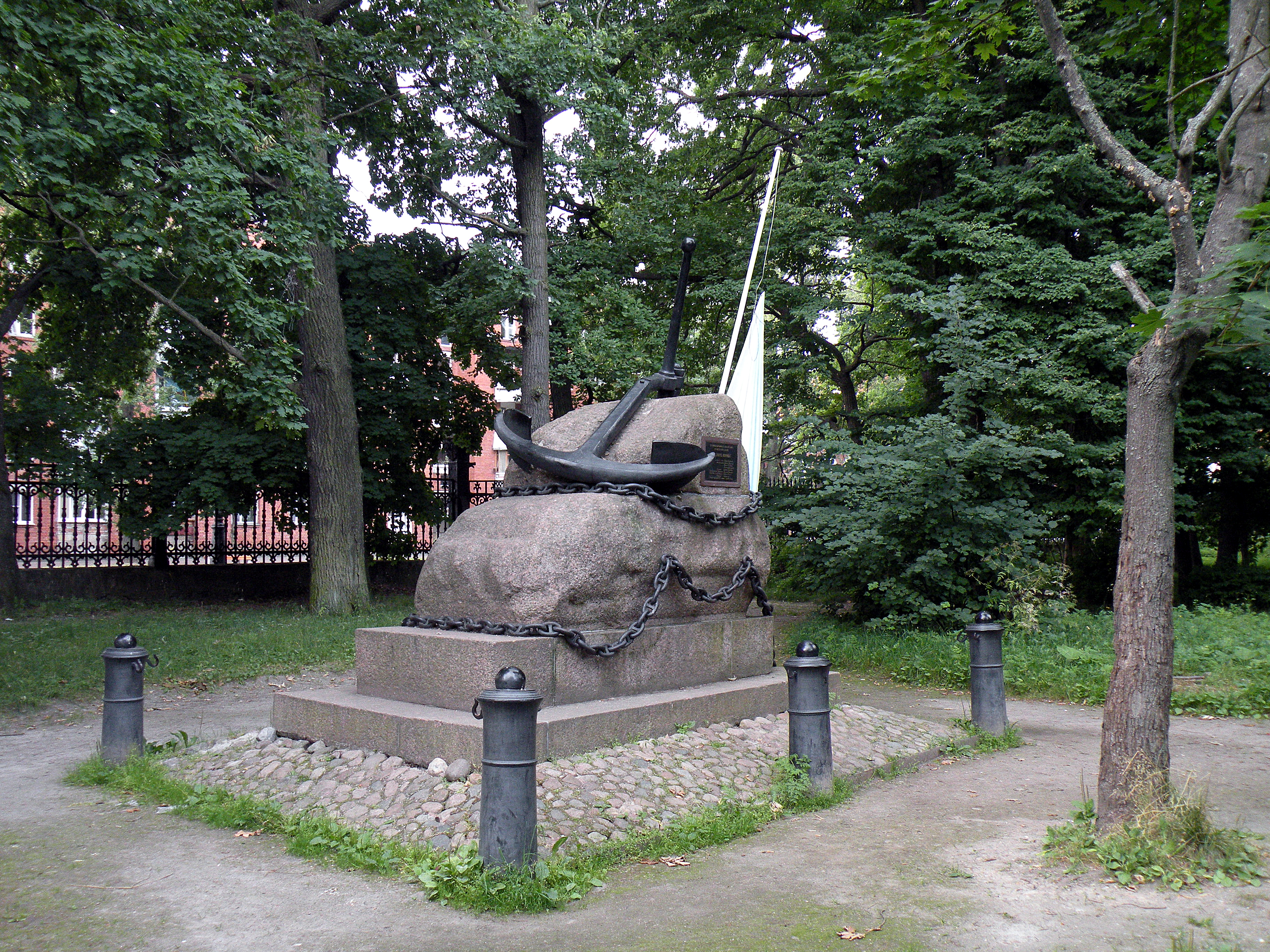
Памятник экипажу клипера «Опричник»

Шестипушечный парусно-винтовой клипер «Опричник» 1856 года постройки, приписанный к Кронштадту, пропал без вести при возвращении с Дальнего Востока в 1861 году в Индийском океане (вероятно, у берегов Мадагаскара). Он отправился из Кронштадта в 1858 году с целью продолжения исследований на Дальнем Востоке Амура и его притоков, начатого в 1849 году адмиралом Невельским в рамках Амурской экспедиции. В течение 3 лет задача успешно выполнялась, после чего корабль отправился в обратный путь. Но слабая паровая машина не смогла противостоять тропическому шторму. Памятник открыт 31 октября (12 ноября) 1873 года.

### Памятная гранитная плита Джону Полу Джонсу
Данный монумент можно с натяжкой назвать полноценным памятником, однако он заслуживает упоминания. «На этом месте к 300-летию Санкт-Петербурга будет установлен памятник Джону Полу Джонсу (1747—1792). Контр-адмиралу российского флота, герою Американской революции, кавалеру высших орденов Франции. Город Кронштадт» — начертано на гранитной стеле, которая была установлена 6 июля 2002 года.
Екатерина II пригласила лихого пирата на русскую службу в преддверии войны с Турцией. 23 апреля 1788 Джон Пол Джонс приехал в Санкт-Петербург. В 1788 году принимал участие в военных действиях во время русско-турецкой войны, командовал эскадрой в Днепровском лимане.
После смерти адмирала Грейга, Джонсу прочили место командующего Балтийским флотом. Однако ещё во время войны у Джонса возникли сложные взаимоотношения с Потёмкиным, а в придачу и англичане на русской службе (а их было немало на флоте), мягко говоря, недолюбливали героя Американской революции. В мае 1790 года он поселился в Париже. В июне 1792 года Джонс был назначен консулом США. Однако 18 июля 1792 года он неожиданно умер. Нашли Джонса в русском мундире, его тело было помещено в герметичный гроб и залито спиртом.
Про памятник, очевидно, забыли, и сейчас разве что местные гиды иногда вспоминают о нём.
До 1970-х годов здесь же находилось орудие старшины Томбасова, впоследствии перенесённое на Якорную площадь

### «Дуб Макарова»
Посажен в 1902 году. Сейчас там установлена памятная табличка.

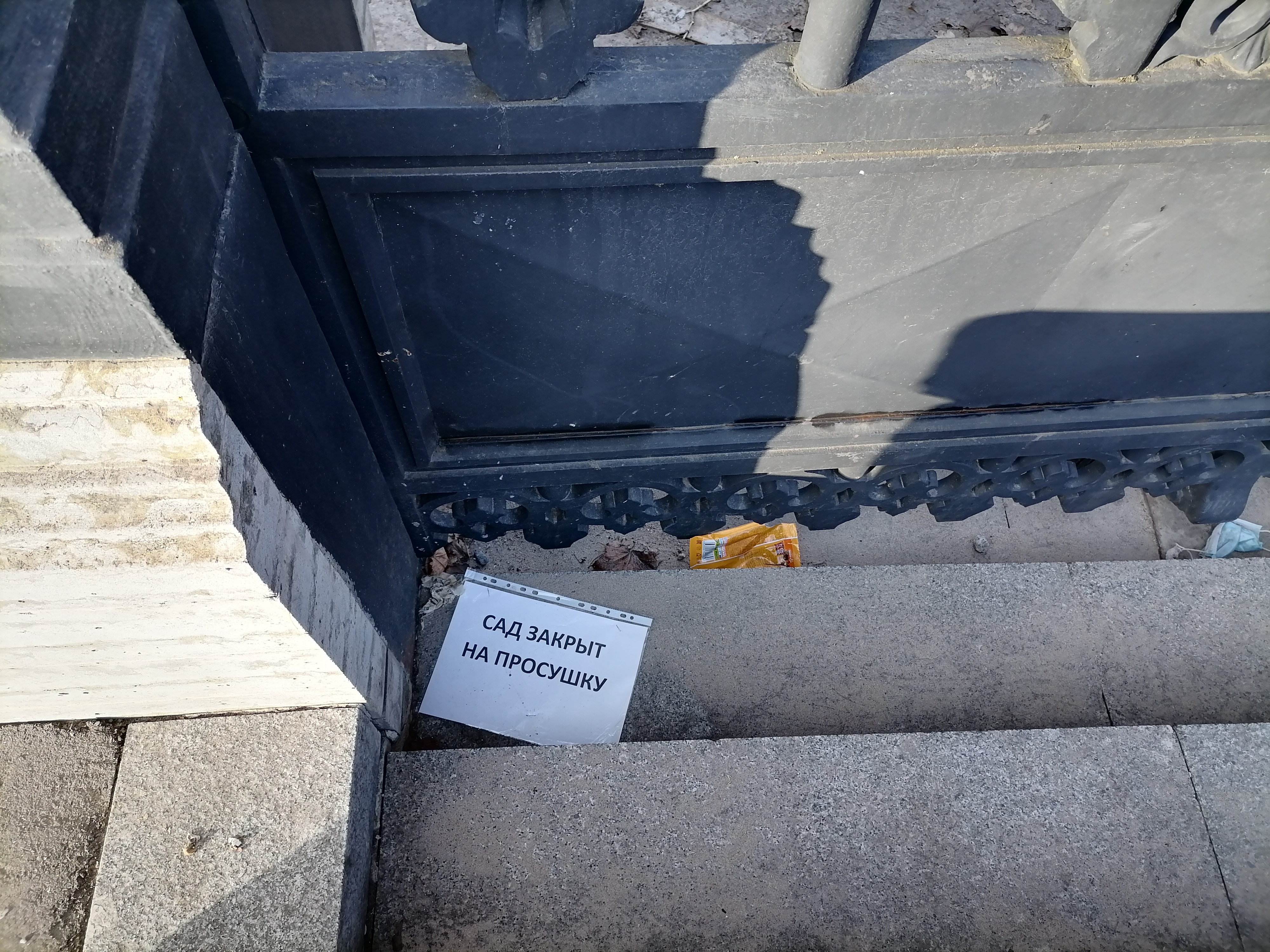